# Шкленець
Шкленець (пол. Szkleniec) — село в Польщі, у гміні Черніково Торунського повіту Куявсько-Поморського воєводства.